# Léo Briglia
Léo Briglia (Itabuna, 29 de agosto de 1928 — Itabuna, 25 de fevereiro de 2016) foi um futebolista brasileiro. Destacou-se no Bahia na década de 1950 e foi o artilheiro da primeira edição do Campeonato Brasileiro, em 1959. Nesta edição, marcou gols em quase todas as partidas e foi um dos principais responsáveis pela conquista histórica do Esquadrão de Aço, primeiro campeão brasileiro nordestino.
Léo Briglia chegou a ser convocado para a Seleção, mas problemas físicos o impediram e ele foi substituído por Pelé.

## Carreira

### O início
Léo foi “descoberto” quando atuava pela Federação Universitária Baiana de Esportes (Fube) numa preliminar de Bahia e America Football Club em Salvador. Suas jogadas despertaram a atenção do técnico Grita, um uruguaio, que o convidou para jogar no Rio e Janeiro. Sabendo que o pai não concordaria, ele saiu de casa às escondidas: “minha família soube pelos jornais e revistas, quando eu já estava jogando no America”, conta.
No Rio, os treinos eram realizados no campo do Clube de Regatas Vasco da Gama. Ao observar a atuação do jogador, o técnico do clube, Flávio Costa, o convidou, só que, àquela altura, ele já havia assinado contrato com o América. Mas havia um problema: o pai de Léo teria que assinar o contrato. Prevendo a resistência, foi enviado um diretor importante politicamente, o Ministro do Trabalho, que foi a Salvador, onde a família tinha residência para os filhos estudarem. Porém, o pai do jogador, o coronel de cacau Francisco Briglia, não levou o poder político em consideração: “ele rasgou o contrato e xingou o ministro, dizendo, você é descarado igual a Léo”, conta o ex-jogador.
Mas “arranjaram um jeitinho” pra Léo continuar no Rio. O vice-presidente do America era juiz de Direito e assinou o contrato se responsabilizando pelo jogador, que permaneceu no clube durante três anos, de 1947 a 1949. Neste último ano, aconteceu algo inesperado: o America foi jogar em Ilhéus e Léo se hospedou, junto com a equipe, no Ilhéus Hotel e decidiu visitar os familiares em Itabuna. Quando chegou, recebeu voz de prisão do irmão, Eudes Briglia, que era delegado, ao tempo em que ouvia o vozeirão de Chico Briglia, aos berros: “você não vai voltar mais, seu moleque vagabundo!”.

### Volta ao futebol baiano
O jeito foi ficar na cidade, jogando nos times de Itabuna Esporte Clube contra os de fora, a exemplo de Bahia, Botafogo Sport Club e Esporte Clube Ypiranga. “Nós papávamos todos eles”, diz orgulhoso. Quando o futebol itabunense entrou em declínio, em 1953, ele foi para o Colo Colo de Futebol e Regatas, de Ilhéus. O “Tigre” foi campeão ilheense em 1953 e 1954 e Leo o artilheiro absoluto. Depois do Colo Colo, conseguiu um emprego de auditor fiscal em Salvador, através do Governador Juracy Magalhães, seu padrinho. Lá, foi recusado pelo Esporte Clube Vitória e enfrentou resistências para ser contratado pelo Bahia, por causa da fama de boêmio.

### Fluminense
Leo jogou no Fluminense Football Club do Rio de Janeiro, entre 1956 e o início de 1959, tendo disputado 105 partidas, com 74 vitórias, 15 empates e 16 derrotas, marcando 57 gols, média de 0,54 por partida, época na qual sofria a concorrência direta com Waldo, o maior artilheiro da História do Fluminense.

### "Quase" campeão mundial
Em 1958, Leo Briglia foi convocado para a Seleção Brasileira, pelo técnico Vicente Feola. Mas foi cortado dezoito horas antes do embarque para a Suécia, porque seu ex-treinador do Fluminense havia declarado a um importante jornal da época, que o joelho do atleta estava lesado e seus dentes tinham muitas cáries. Por isso, ficou definitivamente fora da Seleção. Foi substituído por Dida, do Flamengo. Em relação às cáries, vale lembrar que todos os seus dentes foram extraídos e, dias depois, substituídos por uma dentadura.
Sobre o corte na Seleção, Léo fala conformado que futebol tem dessas coisas e afirma que neste incidente houve um aspecto positivo, que foi a oportunidade dada àquele que se tornou a maior estrela do futebol brasileiro: "se eu fosse para a Suécia, o Pelé não iria brilhar porque não teria a oportunidade de jogar, pois a posição era minha e não lhe daria esta chance. Mas era pra ser Pelé e assim foi", diz Léo Briglia.

### Bahia
Léo tentou jogar no Vitória, mas o dirigente rubro negro Ney Ferreira não aceitou, argumentando que ele estava velho, decadente e em fim de carreira. Com a negativa, o ex-jogador e técnico do Bahia, Geninho, sugeriu sua contratação ao presidente do clube, Osório Vilas-Boas, que reagiu de forma semelhante, argumentando que “Léo bebe muito e é irresponsável”. Geninho insistiu, assumindo um arriscado compromisso: “contrate Léo que eu lhe dou a Taça Brasil de presente”.
Por ironia, foi no Bahia que viveu sua melhor fase como jogador de futebol. O clube foi para a final da Taça Brasil, numa melhor de três, contra o Santos. A primeira, em plena Vila Belmiro, o Bahia surpreendeu o Santos ao vencer por 3 a 2. No segundo confronto na Fonte Nova perdeu por 2 a 0,  mas venceu a partida decisiva em campo neutro e sagrou-se o campeão da Taça Brasil de 1959, derrotando o time de Pelé por 3 a 1, em final no Maracanã. Leó, que havia marcado gols em todas as partidas, fez um golaço na decisiva e consagrou-se artilheiro do campeonato. No final do jogo, Osório Vilas-Boas foi parabenizá-lo, mas não conseguiu pronunciar nem uma palavra. As lágrimas falaram por ele.
Com a camisa do Bahia, marcou 77 gols, sendo o 18º maior artilheiro da história do clube.

## Fama de boêmio
Das suas histórias envolvendo mulheres e bebidas, uma aconteceu no Fluminense Football Club do Rio. O time estava concentrado num hotel para o clássico contra o Vasco no dia seguinte. Ele não resistiu a um convite e fugiu para uma festa numa boate. De madrugada, apareceu o técnico Zezé Moreira e o levou para o hotel. Lá, às quatro da manhã, ouviu a sentença: “enquanto eu estiver aqui, você não veste mais a camisa do Fluminense. Mas não vou dizer pra ninguém, por que lhe tirei do time”. Porém, um incidente levou o técnico a mudar os planos: um jogador se machucou e Leo foi convocado. Entrou, fez dois gols e o Fluminense venceu por 5 a 2, em 21 de julho de 1957, no aniversário de 55 anos do clube carioca.

## Títulos
Colo-Colo
- Campeonato Chileno: 1953

Fluminense
- Torneio Rio-São Paulo: 1957

Bahia
- Campeonato Brasileiro: 1959

### Artilharias
Colo-Colo
- Campeonato Chileno: 1953 e 1954

Bahia
- Campeonato Brasileiro: 1959 (8 gols)

## Morte
Morreu em 25 de fevereiro de 2016 após internação hospitalar em Itabuna, aos 87 anos.